# 酒井善孝
酒井 善孝（さかい よしたか、1902年 - 1982年）は、英文学者。
1927年東京帝国大学英文科卒。戦後東京大学教養学部教授、63年定年退官、杉野女子大学教授、聖心女子大学教授。英国詩が専門。

## 著書
- ポウプ 研究社英米文学評伝叢書 研究社出版 1935
- 英文和訳 時事英語社 1948 (英語叢書)
- 英語の背景 実力完成 三省堂出版 1951 (三省堂の受験全書)
- 受験英文法問題集 三省堂出版 1952 (三省堂の受験問題集)
- 新受験英文法問題集 三省堂出版 1954
- イギリス文学史 弘文堂 1956 (アテネ新書)
- 英文の型と解釈 紀元社出版 1956
- 英文解釈演習1200題 山田書院 1961
- 英作英文法演習1200題 山田書院 1961
- 大学入試英文法重要問題集 三省堂 1964.3

## 翻訳
- 文学に於ける宏大性 ヂェイ・ダブリュー・マケイル 文学論パンフレット 研究社 1932
- 芸術哲学 ダブリュー・ピー・ケア 文学論パンフレット 研究社 1933
- アフリカ紀行 ヂューリアン・ソレル・ハックスレー 新潮社 1942
- 若い人々のために・黄金境・徒歩旅行・ガス灯のための弁(スティヴンソン 世界人生論全集 第6 筑摩書房 1963  のち「スティーヴンソン作品集 1」文泉堂出版
- ジェラード・マンリー・ホプキンズ伝 B.バーゴンジー 緒方登摩共訳 北星堂書店 1985.6

## 参考
- ジェラード・マンリー・ホプキンズ伝